# 銭国梁
銭 国梁（せん こくりょう、1939年頃 - 2023年2月15日）は、中華人民共和国の軍人。陸軍上将。

## 概要
江蘇省蘇州市呉江区生まれ。陸軍の兵士から叩き上げ、軍区参謀長、済南軍区司令員、瀋陽軍区司令員を歴任し、上将（大将）に達した。

## 来歴
- 1939年頃生まれる
- 1959年12月 中国人民解放軍へ参加
- 1958年12月 陸軍戦士、班長
- 1960年10月 団司令部訓練測絵員
- 1960年12月 中国共産党加入
- 1964年1月 軍区司令部作戦訓練科測量員
- 1966年3月 軍区司令部作戦訓練科参謀
- 1971年6月 師団司令部作戦訓練科副科長
- 1973年6月 団参謀長
- 1975年8月 陸軍団長
- 1988年 少将
- 1993年 国防大学卒業
- 1993年12月 済南軍区参謀長
- 1995年 中将
- 1996年11月 済南軍区司令員
- 1999年12月 瀋陽軍区司令員
- 2002年 上将
- 2004年12月 瀋陽軍区司令員を退く
- 2005年 人民解放軍を退役
- 2023年2月15日 病気の為死去[1]。享年84歳。